# Samechov (stacja kolejowa)
Samechov – stacja kolejowa w miejscowości Samechov, w kraju środkowoczeskim, w Czechach. Znajduje się na linii kolejowej Čerčany - Světlá nad Sázavou. Znajduje się na wysokości 285 m n.p.m.
Jest zarządzana przez Správę železnic. Na stacji nie ma możliwość zakupu biletów, a obsługa podróżnych odbywa się w pociągu.

## Linie kolejowe
- 212 Čerčany - Světlá nad Sázavou